# Зельвино
Зе́львино — посёлок в Амурской области (Россия), входит в Городской округ город Райчихинск. До 1934 года носил название Духовской.

## История
В июне 1918 года был основано поселение Духовское. Жители занимались сельским хозяйством.
В 1931 году рядом с селом началась разработка угольного месторождения, а начальником строительства угольного разреза был Зельвин Давид Яковлевич. В апреле 1933 года он погиб в шахте отравившись угарным газом.
В 1934 году поселок Духовской был переименован в Зельвино.

## География
Посёлок Зельвино — спутник Райчихинска, примыкает к южной окраине города.
Стоит в верховьях реки Белый (левый приток Райчихи, бассейн Амура).
Южнее посёлка проходит автодорога Гомелевка — Широкий — Зельвино — Старая Райчиха — Безозёрное — Воскресеновка — Михайловка.
На юг от Зельвино идёт дорога к сёлам Бурейского района Виноградовка, Алексеевка и Асташиха.

## Население
| 2014 | 2015  | 2016  | 2017  | 2018  |
| ---- | ----- | ----- | ----- | ----- |
| 1400 | ↗1403 | ↘1402 | →1402 | ↗1410 |